# Cold Turkey (canción)
«Cold turkey» es una canción escrita por el músico británico John Lennon, grabada por The Plastic Ono Band y publicada como sencillo en octubre de 1969, cuando aún Los Beatles no se habían separado.  Fue el segundo sencillo para Lennon luego de «Give Peace a Chance», lanzado sólo tres meses antes.
El sencillo tuvo un éxito discreto:  fue número 30 en el Billboard Hot 100 y número 14 en el UK Singles Chart. Fue incluido por primera vez en un álbum en 1975, en el recopilatorio Shaved Fish. La canción posee mucha distorsión además de continuos gritos lo cual la hace una de las canciones más agresivas de John Lennon sin The Beatles, si no la que más.

## Composición y grabación
Según Peter Brown, la canción fue escrita en una "explosión creativa" que siguió al momento en que John Lennon y Yōko Ono dejaron su breve adicción a la heroína.«Cold turkey», que en inglés quiere decir literalmente «pavo frío», es una expresión británica para referirse a la forma de dejar de consumir una droga cuando se realiza abruptamente y sin ayuda especializada.

No queríamos tratarnos en un hospital porque no deseábamos que lo supiera nadie. Simplemente fuimos cold turkey... Fue difícil. Cold turkey siempre es difícil.
Yoko Ono

Brown también aseguró que Lennon presentó la canción a Paul McCartney para ser publicado como sencillo de The Beatles, si bien la rechazaría, dejándole vía libre para editarla en solitario.
El tema incluye a Eric Clapton en la guitarra principal y fue grabado en el Estudio 2 de Abbey Road Studios.

## Repercusión
En 1969, Lennon devolvería su medalla que le acreditaba como Miembro del Imperio Británico al Palacio de Buckingham con una nota que decía: "Devuelvo este MBE en protesta contra la participación de Gran Bretaña en el tema de Nigeria-Biafra (por la guerra civil), contra nuestro apoyo a América (por Estados Unidos) en Vietnam y contra que "Cold turkey" esté saliendo de las listas de éxitos. Con amor, John Lennon."
Freddie Hubbard grabó una versión instrumental en 1970 como canción descartada de su álbum Red Clay. La versión de Hubbard, que incluye la participación de Herbie Hancock y Joe Henderson, está influida por el funk y el free jazz.
En marzo de 2005, la revista Q colocó "Cold turkey" en el puesto 74 de las 100 Mejores Pistas de Guitarra.

## Personal
- John Lennon – guitarra rítmica y voz.
- Eric Clapton – guitarra líder.
- Klaus Voormann – bajo.
- Ringo Starr – batería.